# Piya Chalermglin
Prof. Dr. Piya Chalermglin ( 1964 ) es un botánico tailandés.

## Algunas publicaciones
- Hiroshi Azuma, Piya Chalermglin & Hans Peter Nooteboom. 2011. Molecular phylogeny of Magnoliaceae based on plastid DNA sequences with special emphasis on some species from continental Southeast Asia, en Thai Forest Bull. (bot.) 39: 148–165

- piya Chalermglin, hans peter Nooteboom. 2011. Two Magnolia species new to the Flora of Thailand. Thai Forest Bull. (bot.) 39: 166–172. (Magnolia cathcartii (Hook.f. & Thomson) Noot. & M. carsonii Dandy ex. Noot. var. drymifolia Noot.)

- h.p. Nooteboom, piya Chalermglin. 2009. The Magnoliaceae of Thailand. Thai Forest Bull. (bot.) 37: 111–138

- jing Wang, piya Chalermglin, richard m.k. Saunders. 2009. Systematic Botany. The Genus Dasymaschalon (Annonaceae) in Thailand. En: Systematic Botany

- piya Chalermglin, h.p. Nooteboom. 2007. A New species and a new combination in Magnolia (Magnoliaceae). Blumea 52: 559–562.

- ------------------------, narong Chomchalow, craig MacBaine. 2003. Amazing Thai Native Fragrant Flowers. Ed. Horticultural Res. Institute, Dep. de Agricultura, y Horticultural Science Society of Thailand, 28 pp.

- h.p. Nooteboom, piya Chalermglin. A new species of Magnolia. Blumea 45 (2000) 245-247
- La abreviatura «Chalermglin» se emplea para indicar a Piya Chalermglin como autoridad en la descripción y clasificación científica de los vegetales.[1]